# L'amante di Lady Chatterley (film 2022)
L'amante di Lady Chatterley (Lady Chatterley's Lover) è un film del 2022 diretto da Laure de Clermont-Tonnerre.
La pellicola è l'adattamento dell'omonimo romanzo di David Herbert Lawrence del 1928.

## Trama
La vigilia della sua partenza per il fronte, il baronetto Sir Clifford Chatterley sposa la giovane Constance Reid. L’uomo, tornato invalido e frustrato dalla Grande Guerra, si trasferisce nella tenuta di famiglia nel Lincolnshire con la moglie e i due cominciano una vita monotona che Connie spende interamente al servizio del marito. Clifford, incapace di generare un erede, suggerisce a Constance di rimanere incinta da un altro uomo affinché i Chatterley possano avere un erede, ma la donna rimane molto turbata dalla conversazione. Annoiata e insoddisfatta, Connie comincia a deperire, tanto che la sorella Hilda le suggerisce di assumere la signora Bolton affinché si prenda cura del marito mentre lei cerca di rimettersi in forze.
Godendosi la sua ritrovata libertà, Constance finisce per intraprendere una relazione intensa e altamente colma di una passione irrefrenabile con il guardiacaccia Oliver, grazie a cui ritorna ad essere padrona di se stessa. I due, legati da questa passione erotica, cominciano durante i loro incontri segreti, la ricerca dell'estasi spirituale e di un sincero e vero conforto interiore nell'uno e nell'altro. Quando Lady Chatterley crede di essere rimasta incinta, la signora Bolton sparge in paese la notizia della gravidanza. Clifford, che aveva suggerito a Connie di concepire "meccanicamente" un erede con un altro uomo ma non di avere una relazione extraconiugale, non sospetta dei sentimenti tra Olivier e Connie, che dice al marito che presto andrà con la famiglia a Venezia, dove spera di trovare un uomo che la metta incinta. Tuttavia, Oliver si sente usato quando scopre che Connie e il marito avevano un accordo affinché lei avesse un figlio e l'esperienza riporta a galla i sentimenti repressi dopo il tradimento della moglie Bertha.
La coppia supera questo momento di difficoltà, ma Hilda fa notare ai due amanti che la loro differenza di rango sarà sempre un ostacolo alla loro relazione. Ned, il nuovo compagno di Bertha, sparge in giro la voce che l'erede di casa Chatterley è in realtà il figlio di Oliver e Clifford licenzia il guardiacaccia e lo caccia dalla proprietà. Connie affronta il marito ricordandogli che l'idea dell'infedeltà era stata proprio la sua, ma quando gli chiede il divorzio Clifford rifiuta. Mentre Connie è a Venezia con la famiglia, la signora Bolton difende la sua reputazione a Wragby, ricordando alla servitù che la donna ha rinunciato a tutto per amore di uno di loro. Quando scopre del sacrificio della sua amata, Oliver le scrive immediatamente e Connie si reca in Scozia da lui per cominciare una nuova vita insieme.

## Produzione
Nel giugno 2020 è stato annunciata la realizzazione di un nuovo adattamento cinematografico del romanzo di Lawrence, diretto da Laure de Clermont-Tonnerre e sceneggiato da David Magee. Nel marzo successivo è stata ufficializzata la scelta di Emma Corrin nei panni della protagonista femminile, mentre cinque mesi più tardi Jack O'Connell si è unito al cast nel ruolo dell'eponimo protagonista. Tra l'agosto e il settembre 2021 è stata annunciata la partecipazione al film degli attori Matthew Duckett, Ella Hunt, Faye Marsay e Joely Richardson, che aveva interpretato la protagonista in un adattamento televisivo del 1993 diretto da Ken Russell.

## Promozione
Il primo trailer è stato pubblicato il 3 novembre 2022.

## Distribuzione
Il film ha avuto la sua prima al Telluride Film Festival il 2 settembre 2022 prima di essere distribuito su Netflix il 2 dicembre dello stesso anno.

## Accoglienza
Il film è stato accolto in maniera generalmente favorevole dalla critica. L'aggregatore di recensioni Rotten Tomatoes riporta il 85% di recensioni positive basato sul parere di tredici critici, mentre Metacritic riporta un punteggio pari a 67 su 100.